# Pararge damontas
Pararge damontas är en fjärilsart som beskrevs av Hans Fruhstorfer 1909. Pararge damontas ingår i släktet Pararge och familjen praktfjärilar. Inga underarter finns listade i Catalogue of Life.